# 小行星1422
小行星1422（1422 Stromgrenia）是一颗围绕太阳公转的小行星。1936年8月23日，卡爾·威廉·萊茵姆特在海德堡发现了此天体。
該小行星以丹麥天文學家埃利斯·斯特倫格倫命名。
这颗小行星的绝对星等为170.7446665611767等。